# Gravity Rush 2
Gravity Rush 2, conosciuto in Giappone con il titolo Gravity Daze 2 (GRAVITY DAZE 2/重力的眩暈完結編：上層への帰還の果て，彼女の内宇宙に収斂した選択?, Guraviti Deizu/Jūryoku-teki Memai kanketsu-hen: Jōsō e no Kikan no Hate, Kanojo no Uchi Uchū ni Shūren Shita Sentaku), è un videogioco di ruolo d'azione sviluppato in esclusiva per PlayStation 4. Come il primo capitolo, il gioco è diretto da Keiichiro Toyama e la principale meccanica di gioco è basata nell'abilità del giocatore di manipolare la gravità.

## Trama
Il gioco riprende da dove era finito il precedente capitolo. La ricostruzione della città aerea di Hekseville sta procedendo dopo l'incidente causato dalle armi dell'ex sindaco D'Nelica. In seguito ad uno strano disturbo di onde gravitazionali, la principessa della gravità Kat inizia a indagare con la sua partner Raven e Syd, un agente di polizia. Dopo aver percepito qualcosa di strano, Kat e i suoi compagni investigatori vengono risucchiati in un vortice gravitazionale prima ancora di poter utilizzare i loro poteri e si ritroverà nel villaggio di Banga, un insediamento di minatori. 
Separata da Dusty, il gatto che le dava l'abilità di manipolare la gravità, Kat rimane priva di poteri, e rimane costretta a lavorare nelle miniere. Un giorno, dopo essere andata a lavorare con Syd, compare all'improvviso un nuovo tipo di Nevi mai visto prima.

## Distribuzione
Inizialmente prevista per il 30 novembre 2016, l'uscita del gioco è stata posticipata al 18 gennaio 2017. Keiichiro Toyama, il director del gioco, ha spiegato che il motivo del rinvio è stato il cambiamento di scenario verificatosi dopo lo spostamento delle date di pubblicazione di Final Fantasy XV e The Last Guardian nello stesso periodo in cui era prevista l'uscita anche di Gravity Rush 2.